# Elvira Grözinger
Elvira Ursula Grözinger (geb. Weissberg; * 29. Juli 1947 in Cieplice Śląskie-Zdrój) ist eine deutsche Literaturwissenschaftlerin, Publizistin und Übersetzerin.

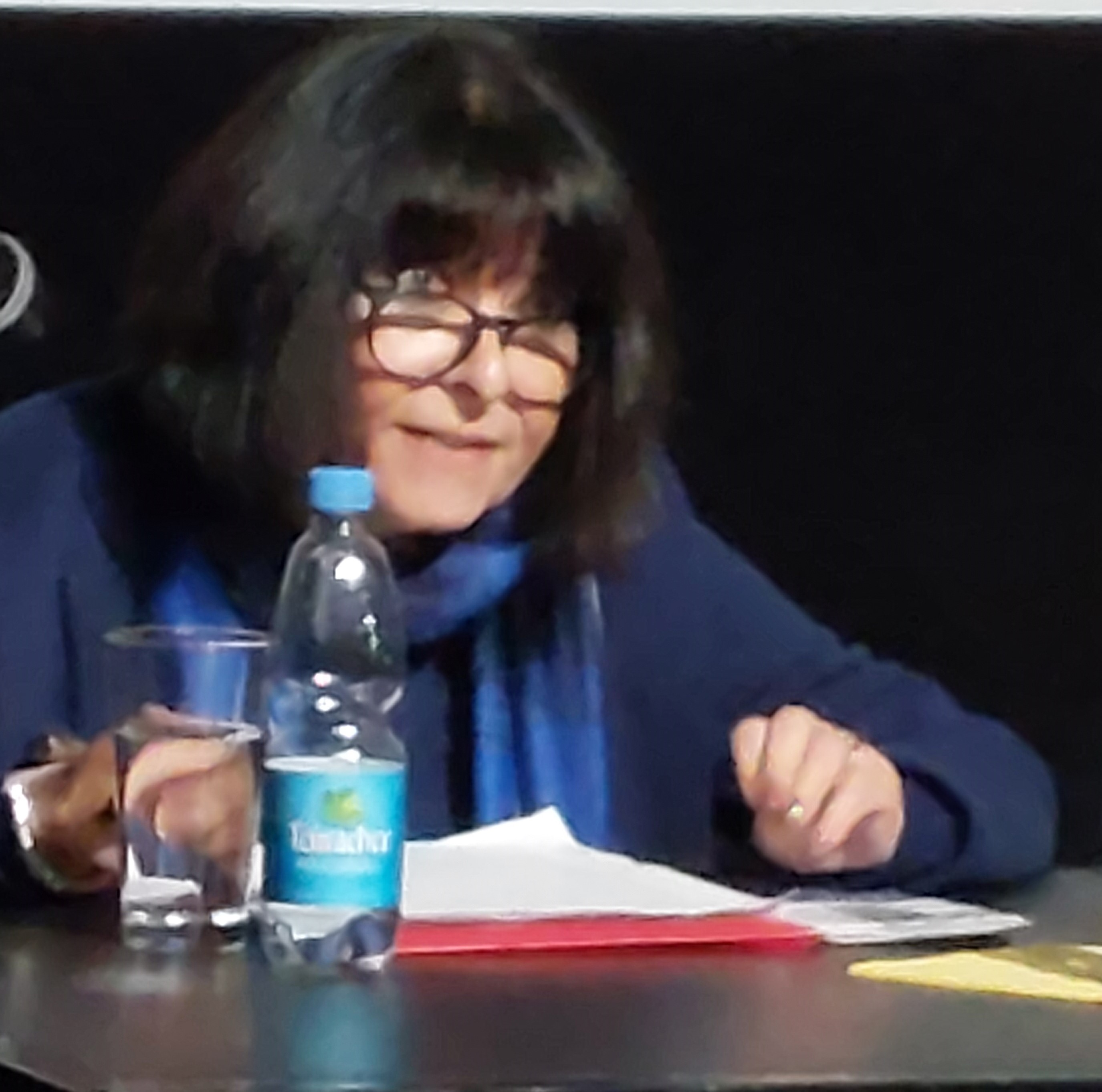
Elvira Grözinger (2023)

## Leben
Elviras Eltern waren polnische Juden, beides Ärzte, die jeweils als einzige in ihrer Familie den Holocaust überlebt hatten. In der Familie wurde Polnisch gesprochen. Während ihr Vater nur Polnisch sprach, war die Muttersprache ihrer Mutter Jiddisch, das sie jedoch nicht an ihre Tochter weitergab. Da sie jedoch mit sehr vielen jüdischen Bekannten in Polen jiddisch sprach, bekam Elvira viel von dieser Sprache mit. 1957 wanderte die Familie nach Israel aus, und Elvira wuchs nunmehr mit Hebräisch auf.
Nach Studien von Anglistik und Civilisation Française an der Hebräischen Universität Jerusalem (B.A.), des Übersetzungswesens und der Germanistik an der Universität Heidelberg sowie der Germanistik und Judaistik an der Universität Frankfurt am Main begann sie eine Tätigkeit als freie beeidigte Übersetzerin und Publizistin und 1983 bis 1986 als wissenschaftliche Mitarbeiterin am Deutschen Polen-Institut in Darmstadt. Danach war sie Dozentin für Deutsch als Fremdsprache an der Universität Frankfurt am Main. Nach einer Tätigkeit für den KKL (JNF) Deutschland von 1992 bis 1994 als persönliche Referentin des Vorstandsvorsitzenden und späteren Präsidenten des Zentralrats der Juden in Deutschland, Ignatz Bubis, war sie von 1994 bis 1995 als wissenschaftliche Mitarbeiterin am Moses Mendelssohn Zentrum in Potsdam tätig. 2002 promovierte sie in Allgemeiner und Vergleichender Literaturwissenschaft an der Freien Universität Berlin bei Gert Mattenklott. Von 1995 bis 2006 war sie wissenschaftliche Mitarbeiterin und Dozentin für Jiddisch an der Universität Potsdam und danach bis zu ihrer Pensionierung Lehrbeauftragte für Jiddisch an der Freien Universität Berlin.
Aktive Mitgliedschaft in der Women’s International Zionist Organisation besteht seit 1986 – als Vorstandsmitglied der WIZO Frankfurt am Main, und Berlin sowie Mitglied des Präsidiums der Deutschen WIZO. 2007 war sie Gründungs- und aktives Mitglied der deutschen Sektion der internationalen Wissenschaftlerorganisation Scholars for Peace in the Middle East (SPME). Sie war deren 1. stellvertretende Vorsitzende bis 2011, von 2017 bis 2019 war sie Vorsitzende und ist seither 1. stellvertretende Vorsitzende. Seit 2017 ist sie außerdem Mitglied des Internationalen Präsidiums und seit 2019 dessen Schriftführerin.
Grözinger ist seit 1968 mit dem Judaisten Karl Erich Grözinger verheiratet. Sie ist die Mutter der Medizinerin und Buchautorin Yael Adler, geborene Grözinger.
Sie ist Autorin und Herausgeberin von Büchern, Aufsätzen, Artikeln sowie Rezensionen zur jüdischen Literatur in der deutschen, englischen, französischen, polnischen, hebräischen und jiddischen Sprache sowie zur jüdischen Geschichte, Kultur und Kulturgeschichte (Theater, Volksmusik) und hält Vorträge zu diesen Themen im In- und Ausland.

## Publikationen (Auswahl)

### Monografien
- mit János Kalmár: Bauet Häuser und wohnet darin. Spuren jüdischen Lebens in Mittel- und Osteuropa. Umschau, Frankfurt am Main 1996, ISBN 3-524-69109-9.
- Die jiddische Kultur im Schatten der Diktaturen. Israil Bercovici – Leben und Werk. Philo, Berlin / Wien 2002, ISBN 3-8257-0313-4 (Dissertation FU Berlin 2002, 545 Seiten, 24 cm).
- Die schöne Jüdin. Klischees, Mythen und Vorurteile über Juden in der Literatur. Philo, Berlin / Wien 2003.
- Glückel von Hameln: Kauffrau, Mutter und erste jüdisch-deutsche Autorin. Stiftung Neue Synagoge Berlin, Centrum Judaicum, Hentrich und Hentrich, Teetz 2004, ISBN 3-933471-61-3 (= Jüdische Miniaturen. Band 11).
- Heinrich Heine. Deutscher Dichter, streitbarer Publizist, politischer Emigrant (= Jüdische Miniaturen. Band 36), Stiftung Neue Synagoge Berlin, Centrum Judaicum, Hentrich & Hentrich, Teetz 2006, ISBN 3-938485-15-9.
- mit Susi Hudak-Lazić: „Unser Rebbe unser Stalin ...“ Jiddische Volkslieder aus den St. Petersburger Sammlungen von Moishe Beregowski (1892-1961) und Sofia Magid (1892-1954) (= Jüdische Musik, 7) Harrassowitz, Wiesbaden 2008 ISBN 978-3-447-05689-2

### Bucheditionen
- Suche die Meinung. Karl Dedecius zum 65. Geburtstag (Hrsg. zusammen mit A. Lawaty), Harrassowitz, Wiesbaden 1986
- Under the Red Banner. Yiddish Culture in the Communist Countries in the Postwar Era (Hrsg. zusammen mit Magdalena Ruta), Harrassowitz, Wiesbaden 2008
- Jüdische Weisheit. Reclam-Verlag, Stuttgart 2010